# Nino Farì
Gaetano Farì, più conosciuto come Nino Farì (Surbo, 6 marzo 1925 – Lecce, 3 dicembre 2015), è stato un clarinettista e direttore artistico italiano attivo nel campo delle bande musicali pugliesi.

## Biografia
Inizia gli studi musicali frequentando, nel biennio 1938-1939, il Conservatorio di Lecce. Nel novembre dello stesso 1939 viene esaminato dal maestro Gennaro Abbate e, a soli 14 anni, entra a far parte del Grande Concerto Bandistico di Squinzano. 
Naturalmente lo scoppio della guerra segna una interruzione delle attività artistiche, così che tra il 1940 e il 1944 Nino Farì si dedica allo studio col maestro Abbate, prendendo lezioni presso la sua abitazione a Squinzano.  In quegli anni di apprendistato ha modo di allargare la sua formazione musicale e la sua conoscenza della scrittura per banda, potendo seguire il lavoro del maestro, sia propriamente di composizione  che di strumentazione, e cogliendone insegnamenti che rimarranno per lui fondamentali.
Alla fine del conflitto, nel luglio del 1944, gli viene offerto il ruolo di primo clarinetto solista nel concerto bandistico di Carovigno, appena costituitosi e diretto dal maestro Giuseppe Piantoni. Nelle stagioni 1945 e 1946 torna nella banda di Squinzano come “spalla”; nel 1947 e nel 1948 è nella banda di Mesagne diretta dal maestro Gioacchino Ligonzo (il primo anno insieme al clarinettista Nicolino Conte). Nel 1949 è a Noci col maestro Lippolis e finalmente, dal 1950 al 1956, di nuovo a Squinzano col maestro Abbate, questa volta come primo clarinetto solista, capobanda artistico e vicemaestro.
Nel 1957 (tre anni dopo la scomparsa del maestro) inizia l’ultima e più ampia fase della sua carriera, quella che lo lega indissolubilmente al Gran Concerto Bandistico "Città di Lecce", istituzione che ha il suo periodo più fulgido sotto la direzione del maestro Alfredo D’Ascoli (dal 1957 al 1971). Alla morte di questi, Nino Farì rimane l'unico organizzatore e responsabile artistico della Banda di Lecce, alla quale dà il nome proprio di D'Ascoli e del celeberrimo tenore leccese Tito Schipa. Sarà responsabile organizzativo e artistico del Concerto Bandistico “Schipa-D’Ascoli” Città di Lecce fino al 1995.
Per circa un decennio, tra il 1960 e il 1970, è insegnante presso i corsi di formazione musicale indetti dall'ANBIMA. Conseguiti, intanto, il diploma di clarinetto e l'abilitazione all'insegnamento dell'educazione musicale, passa alla cattedra presso le Scuole medie e nei licei sperimentali. 
Nel 1984, in occasione dell'annuale “Raduno Bandistico”, gli viene assegnato il “Premio Città di Tricase”, che la città conferisce alle personalità salentine che si sono distinte nel campo delle professioni e delle arti.
Nel 2020, qualche anno dopo la sua scomparsa, con il patrocinio del Comune di Lecce viene intitolato a Nino Farì il nuovo Gran Concerto Bandistico “Città di Lecce”, diretto dal maestro Giovanni Pellegrini; la nuova banda fa il suo debutto con un concerto al Teatro Apollo di Lecce.
Alla sua figura di clarinettista, musicista e organizzatore si è ispirato lo scrittore e ricercatore Giuseppe Pascali nel romanzo "Il Maestro della Banda".

Nino Farì ha lasciato un fondo musicale (Fondo "Nino Farì") di partiture e parti (in via di catalogazione) costituito soprattutto da manoscritti, tutti relativi a trascrizioni per banda di opere liriche e in minor misura di lavori sinfonici, e poi ancora manoscritti di musica originale per banda, marce sinfoniche, marce a carattere brillante o a carattere militare; nella stessa tipologia di opere troviamo anche un ristretto numero di musica a stampa.

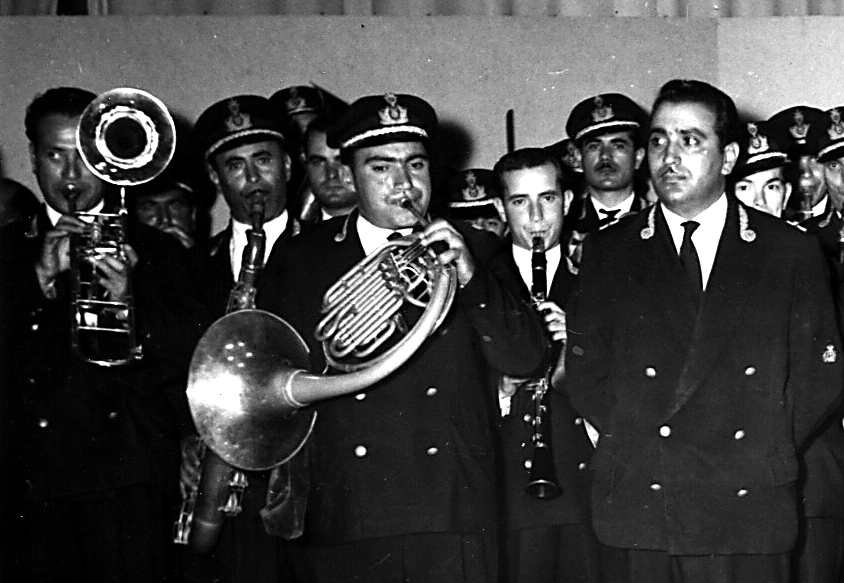
La Banda di Lecce e Nino Farì (a destra) in prova nel 1957

## Il Fondo "Nino Farì"
Il Fondo, non ancora catalogato, consta di circa duecento documenti completi, principalmente manoscritti, i più lontani dei quali databili intorno al 1930-40. Si tratta, in gran parte, di trascrizioni di opere liriche, strumentate e adattate per banda, ma vi figurano anche trascrizioni di musica sinfonica, balletti e altro ancora. Solo una parte di tali lavori è ascrivibile ai grandi maestri (Ernesto e Gennaro Abbate, Piantoni, Falcicchio, D’Ascoli, Milella), per il resto la data e l’autore delle trascrizioni non sono riportati sulle partiture, la cui stesura si deve all’opera di anonimi copisti. Oltre alle trascrizioni complete di parti, nel Fondo sono presenti anche diverse partiture prive di parti, mentre copioso (e significativo quanto ad autori) è il numero di marce, complete di partiture e parti.